# Гнійно
Гнійно (пол. Gnojno, Ґнойно) — село в Польщі, у гміні Константинів Більського повіту Люблінського воєводства. Населення — 131 особа (2011).

## Історія

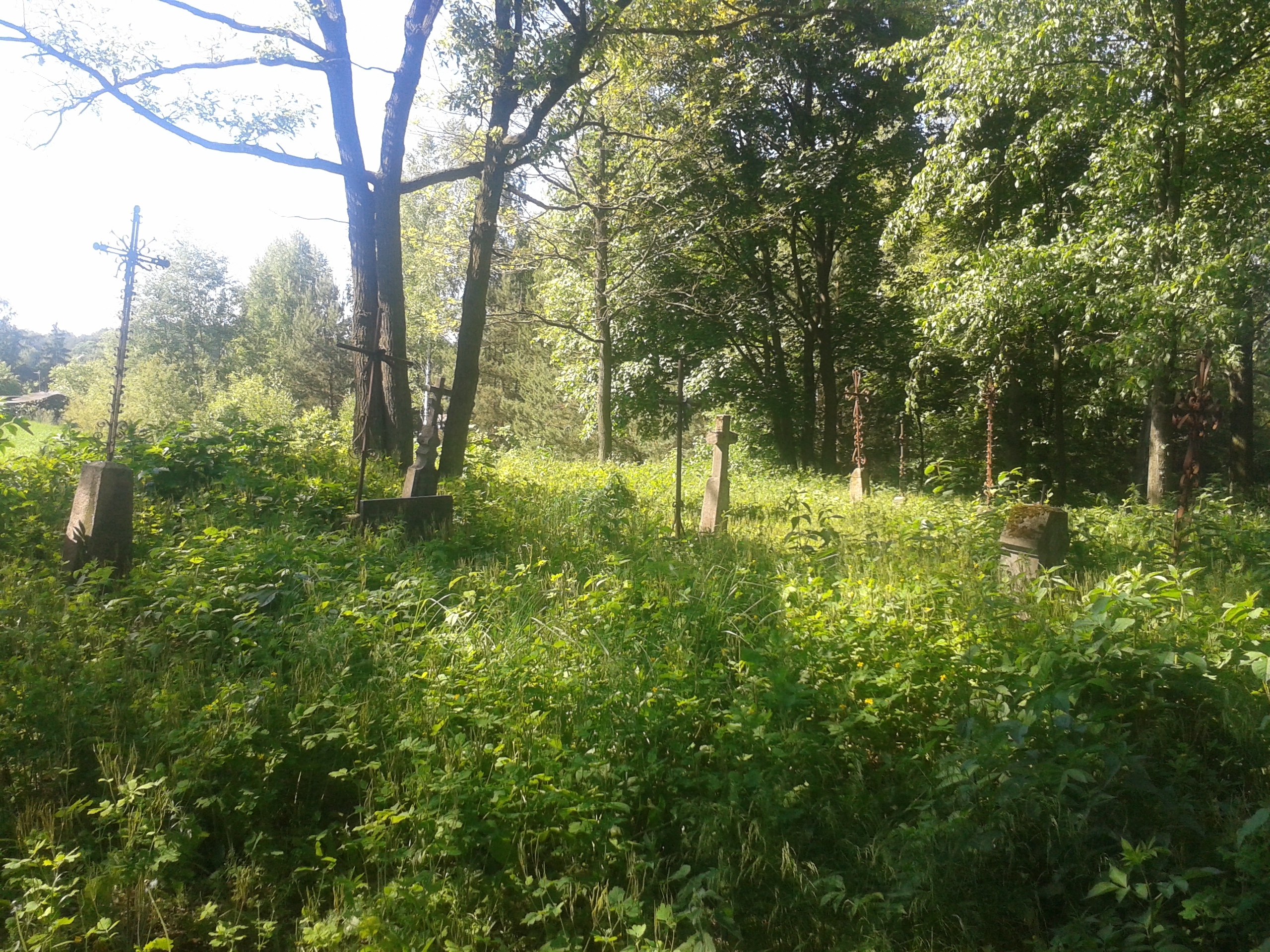
Православний цвинтар

1592 року вперше згадується православна церква в селі.
За даними етнографічної експедиції 1869—1870 років під керівництвом Павла Чубинського, у селі переважно проживали греко-католики, які розмовляли українською мовою.
У 1921 році село входило до складу гміни Заканалє Костянтинівського повіту Люблінського воєводства Польської Республіки.
За переписом населення Польщі 10 вересня 1921 року в селі налічувалося 50 будинків та 300 мешканців, з них:
- 140 чоловіків та 160 жінок;
- 182 православні, 91 римо-католик, 27 християн інших конфесій;
- 186 українців, 114 поляків.

За звітом польської поліції, у 1935 році православна парафія Гнійна налічувала 802 вірян.
За німецької окупації під час Другої світової війни у селі діяла українська школа. У 1943 році в селі мешкало 264 українці та 143 поляки.
25 червня 1947 року під час проведення польською владою операції «Вісла» піхотний полк польської армії виселив із села 49 українців (15 родин) на приєднані до Польщі німецькі терени.
У 1975—1998 роках село належало до Білопідляського воєводства.

## Населення
Демографічна структура станом на 31 березня 2011 року:
|          | Загалом | Допрацездатний вік | Працездатний вік | Постпрацездатний вік |
| -------- | ------- | ------------------ | ---------------- | -------------------- |
| Чоловіки | 69      | 16                 | 43               | 10                   |
| Жінки    | 62      | 12                 | 28               | 22                   |
| Разом    | 131     | 28                 | 71               | 32                   |